# Cantharis cryptica

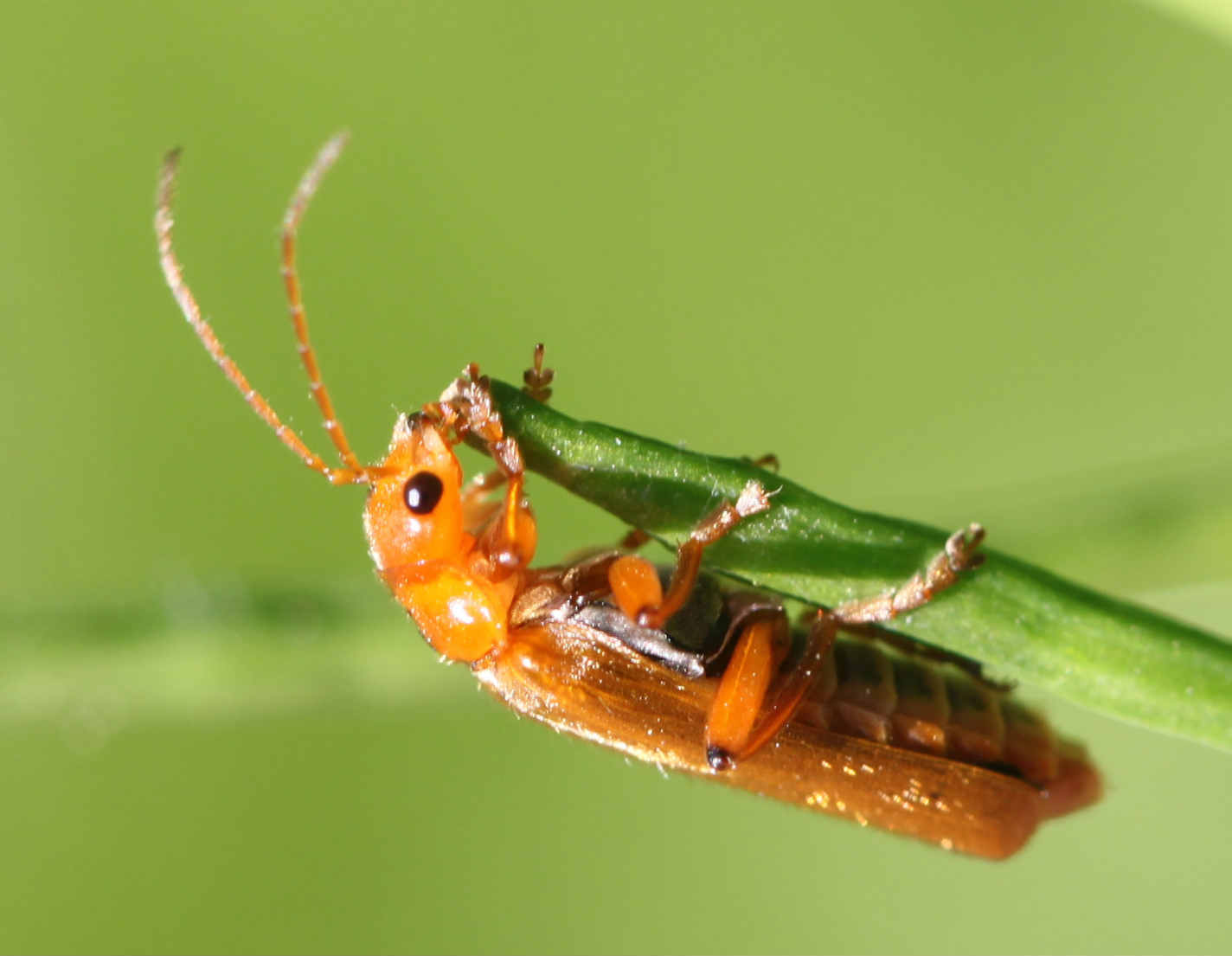

Cantharis cryptica, auch als Verborgener Weichkäfer bekannt, ist ein Käfer aus der Familie der Weichkäfer (Cantharidae).

## Merkmale
Die Käfer werden 7 bis 9,5 Millimeter lang. Die Käfer sind  orange-hellbraun gefärbt. Am apikalen Ende der Femora der mittleren und hinteren Beine befindet sich meist ein dunkler oder schwarzer Ring. Die Palpen sind vollständig gelb gefärbt. Der Dorsalschild ist tief eingeschnitten. Die Flügeldecken haben neben der anliegenden Behaarung noch längere, aufstehende Haare.
Cantharis pallida ist eine ähnliche Art. Sie ist jedoch größer, besitzt eine andere Behaarung der Flügeldecken und weitere unterschiedliche Merkmale.

## Verbreitung
Cantharis cryptica ist in Europa weit verbreitet. Das Verbreitungsgebiet der Käferart umfasst im Norden sowohl die Britischen Inseln als auch Süd-Skandinavien.

## Lebensweise
Man findet die Käfer in lichten Wäldern und an Waldrändern. Sie fliegen von Mai bis August. Im Juli werden die adulten Käfer am häufigsten beobachtet. Larven und Imagines von Cantharis cryptica leben räuberisch von verschiedenen Insekten. Sie nehmen aber auch pflanzliche Nahrung zu sich.